# Von-Bock-Haus

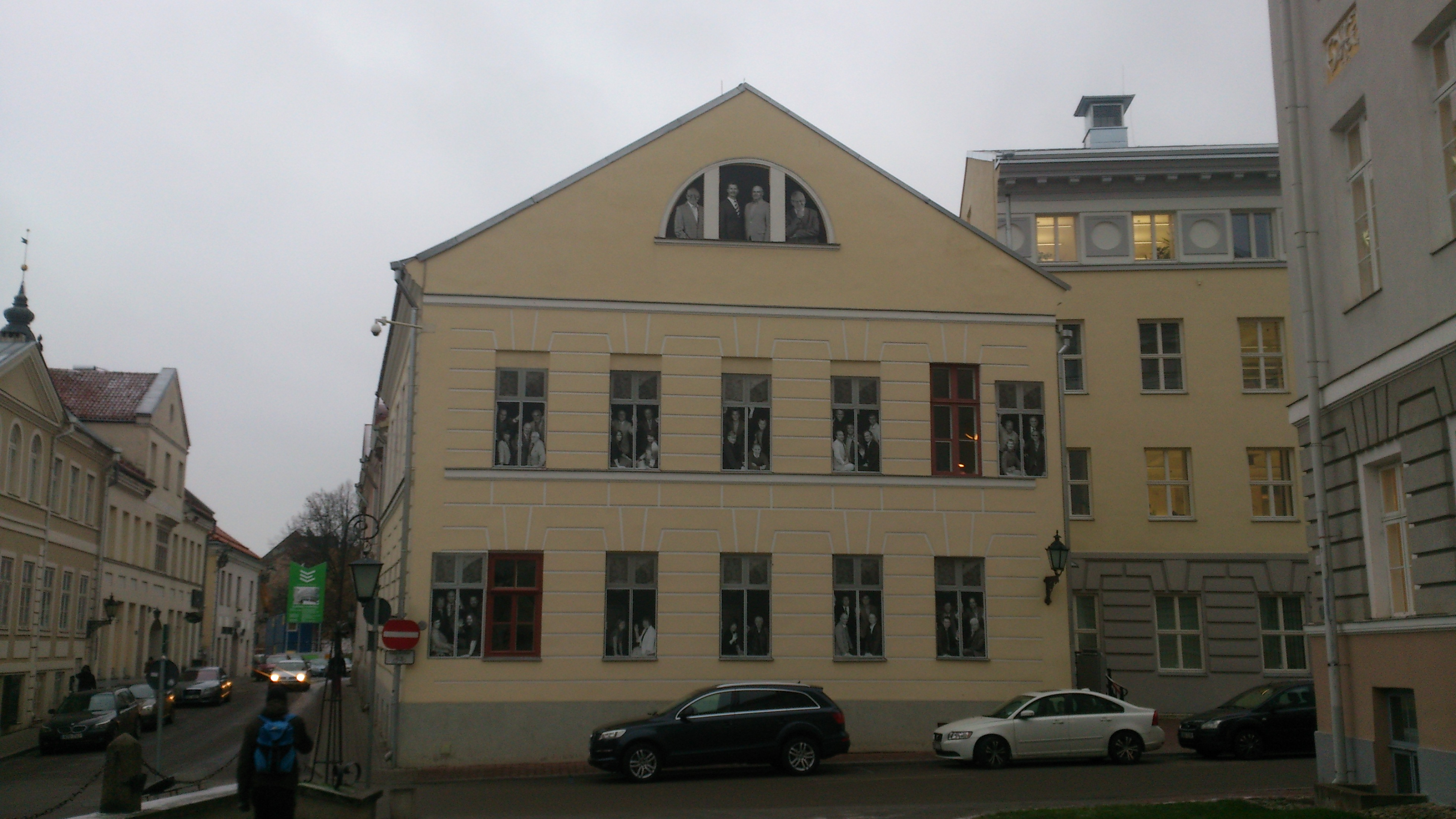
Das von-Bock-Haus in Tartu
mit der Fotoausstellung 2007

Das Von-Bock-Haus wurde 1780 fertiggestellt und befindet sich in der Ülikooli 16 in der estnischen Stadt Tartu. Es ist ein bedeutendes Beispiel für die klassizistische Architektur in Estland und gehört heute zur Universität Tartu.

## Geschichte
Das Von-Bock-Haus wurde nach dem Großen Feuer von Dorpat im Jahr 1775 errichtet, der die meisten Holzgebäude der Stadt zerstörte. Der Bau des Hauses wurde vom deutschbaltischen Architekt Johann Heinrich Bartholomäus Walther geleitet, der auch am Bau des Rathauses von Tartu beteiligt war. Das Gebäude wurde für die Bauherrin Christina Wilcke gebaut und war 1780 weitgehend fertiggestellt.
Das Haus erhielt seinen Namen von Oberst Magnus Johann von Bock, der das Gebäude besaß. Die Familie von Bock hatte ihr Hauptgut auf dem Saarenhof in der Region Jõgevamaa. Das Gebäude wurde ursprünglich mit einem gewölbten Keller und einem teilweise gewölbten Erdgeschoss errichtet. Das erste Stockwerk enthielt einen großen Raum mit einer aufwendig verputzten Decke, der für gesellschaftliche Anlässe genutzt wurde.
Im Jahr 1802 wurde die Universität Dorpat, heute Universität Tartu, als deutschsprachige Universität neu gegründet und erhielt ihre neue Charta von Zar Alexander I. von Russland. Die Universität benötigte zusätzliche Räumlichkeiten, und das Von-Bock-Haus wurde für diesen Zweck umgebaut. Zwischen 1783 und 1786 wurden Bibliotheksräume, Hörsäle und ein Ort für öffentliche Debatten eingerichtet. Künstler und Dekorateure gestalteten das Treppenhaus und die umliegenden Bereiche in einem auffälligen schwarz-weißen Schachbrettmuster, das zum arabesken Stuck der Decke im Obergeschoss passte.
Nach dem Tod von Magnus Johann von Bock im Jahre 1807 kaufte die Universität Dorpat das Gebäude im Jahre 1839. Seitdem diente das Haus verschiedenen Zwecken, darunter als medizinische Einrichtung der Universität, als Veterinärschule und als Bibliothek der Gelehrten Estnischen Gesellschaft, die 1839 gegründet wurde, um die Kultur in Estland zu erforschen und zu verbessern.
Das Von-Bock-Haus zeichnet sich durch seine architektonischen Merkmale aus, die von Johann Heinrich Bartholomäus Walther entworfen wurden. Das Gebäude hat eine Fassade, die ursprünglich in hellgelb und dunkelrosa gestrichen war. 

## Renovierungen

### Allgemein
Die bedeutendste Renovierung des Von-Bock-Hauses fand in den Jahren 2006 und 2007 statt und wurde unter der Leitung der Architektin Merje Müürisepp durchgeführt. Ziel der Renovierung war es, das Gebäude sowohl äußerlich als auch innerlich zu restaurieren und seine historische Bedeutung zu bewahren.
Während der Renovierung wurde die Fassade des Gebäudes in einem hellen Gelbton gestrichen, während der Rest des Gebäudes in einem dunklen Rosa gehalten wurde. Diese Farbgebung sollte die ursprüngliche Ästhetik des Gebäudes widerspiegeln und gleichzeitig seine architektonischen Merkmale hervorheben.
Die Renovierung umfasste auch strukturelle Verbesserungen und die Restaurierung von Innenräumen, um die historische Integrität des Gebäudes zu bewahren. Die Gesamtkosten der Renovierung beliefen sich auf drei Millionen Estnische Kronen.

### Wandbild

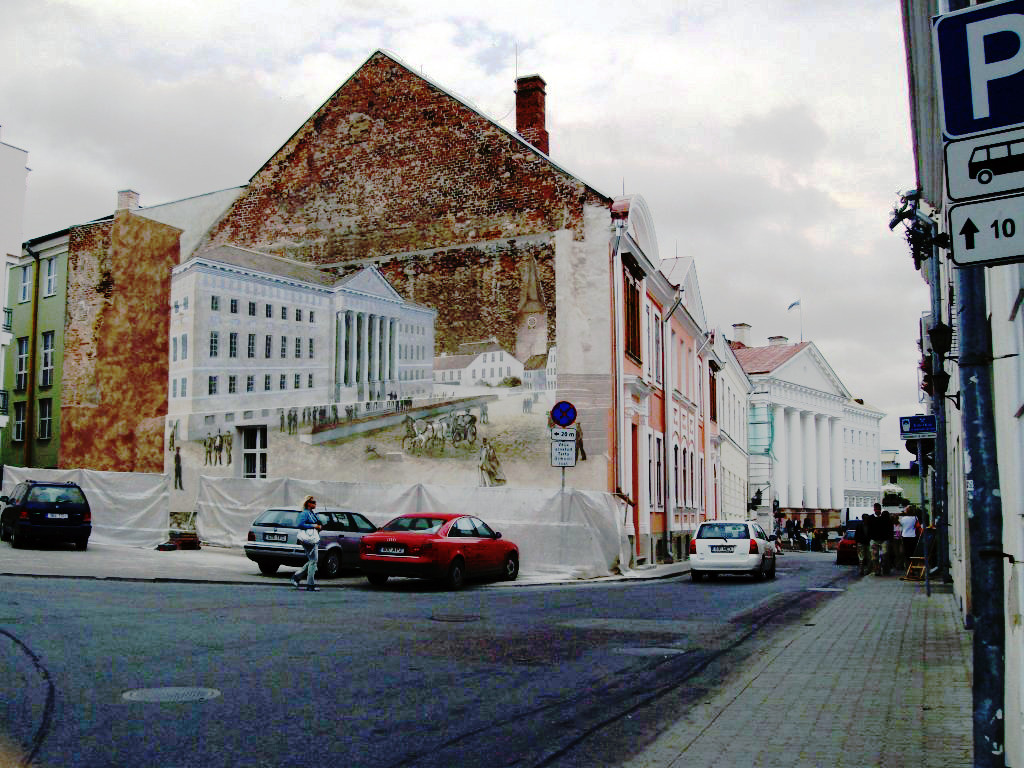
von-Bock-Haus, mit Wandbild der Universität Tartu (2009)

Ein herausragendes Merkmal der Renovierung von 2006/07 war die Schaffung eines großen Wandbildes an der Fassade des von-Bock-Hauses. Dieses Wandbild ist eine Reproduktion einer Lithografie von Louis Höflinger, einem Künstler, der um 1860 in Tartu lebte. Die Lithografie zeigt das Hauptgebäude der Universität Dorpat, wie es damals aussah.
Das Design des Wandbildes wurde von Maarja Roosi vorbereitet und von Studenten unter der Aufsicht von Universitätsmitarbeitern ausgeführt. Das Wandbild wurde an der Seite des Gebäudes angebracht, die zum Rathausplatz zeigt, und bietet einen visuellen Bezugspunkt zur Universität Tartu.
Zusätzlich zum Wandbild wurde im Jahr 2007 eine Ausstellung von Fotografien an den Fenstern des Hauses gezeigt. Diese Ausstellung, die von Alan Madisson arrangiert wurde, zeigte nennenswerte Akademiker der Universität Tartu, sowohl aktuelle als auch legendäre Professoren.
Das Wandbild und die Ausstellung dienten dazu, die historische und kulturelle Bedeutung des von-Bock-Hauses und der Universität Tartu hervorzuheben. Sie stellten eine Verbindung zwischen der Vergangenheit und der Gegenwart her und trugen zur visuellen Attraktivität des Gebäudes bei.